# Mariola Abkowicz
Mariola Abkowicz (ur. 1964 we Wrocławiu) – bibliotekoznawca (absolwentka Uniwersytetu Wrocławskiego), karaimoznawca i działaczka społeczności karaimskiej w Polsce.

## Życiorys
Jest pracownikiem dydaktycznym (wykładowcą) Instytutu Orientalistyki (Zakład Polityki Językowej i Badań nad Mniejszościami) Uniwersytetu im. Adama Mickiewicza w Poznaniu. Była do 31.12.2019 kierownikiem Biblioteki Wydziału Lekarsko-Stomatologicznego Uniwersytetu Medycznego we Wrocławiu oraz pracownikiem dydaktycznym Katedry Studiów Azjatyckich (Zakład Hebraistyki, Arameistyki i Karaimoznawstwa) UAM. Od 1997 przewodnicząca Związku Karaimów Polskich, członek Zarządu Fundacji Karaimskie Dziedzictwo, oraz Przewodnicząca Rady Fundacji Kalejdoskop Kultur, redaktor naczelna kwartalnika Awazymyz, popularyzatorka historii, kultury i języka polskich Karaimów m.in. jako redaktor szeregu publikacji książkowych poświęconych tym zagadnieniom, wydanych w wydawnictwie Bitik.
Przewodnicząca od 2009 Porozumienia o współpracy organizacji pozarządowych, podmiotów i osób fizycznych na rzecz mniejszości narodowych i etnicznych Kalejdoskop Kultur. Jest członkiem Komisji Wspólnej Rządu i Mniejszości Narodowych i Etnicznych. Powołana w 2025 r. przez Wojewodę Dolnośląską Annę Żabską na pełnomocnika wojewody dolnośląskiego ds. mniejszości narodowych i etnicznych.
W 2011 odznaczona Srebrnym Krzyżem Zasługi; w 2017 Złotym Krzyżem Zasługi, w 2018 Złota Odznaką Towarzystwa Miłośników Wrocławia, w 2019 Medalem im. prof. Tadeusza Szczęsnego Owińskiego, w 2022 Medalem Stulecia Odzyskanej Niepodległości, w 2024 za szczególne zasługi dla Wrocławia medalem, przyznawanym przez prezydenta Wrocławia, „Merito de Wratislavia – Zasłużony dla Wrocławia”.

## Życie prywatne
Jest córką Bogusława Abkowicza (1921–2004) i Zofii, z domu Juchniewicz (1931–2019), wnuczką hazzana Rafała Abkowicza (1896–1992). Mieszka we Wrocławiu.

## Wybrane publikacje
- Główne zasady doktrynalne religii karaimskiej. W: Karaimi, Dubiński A., Śliwka E. (red.), Pieniężno: Muzeum Misyjno-Etnograficzne Seminarium Duchownego Księży Werbistów, 1987, s. 9–15.
- hasła W: Encyklopedia Wrocławia, Harasimowicz J. (red.), wyd. 3, Wrocław: Wydawnictwo Dolnośląskie, 2006.
- Karaimy Pol'šy (wspólnie z Abkowicz A.). W: Sviatyni i problemy sohranenâ etnokultury krymskih karaimov – karaev, Ormeli V., Polkanova A., Polkanova T. (red.), Simferopol: Krymkarajlar 2008, s. 12–13.
- Karaimska antroponimia w XIX i XX w. w świetle ksiąg metrykalnych Karaimskiego Zarządu Duchownego w Trokach. W: Orientas Lietuvos Didžiosios Kunigaikštijos visuomenės tradicijoje: Totoriai ir Karaimai. Bairašauskaitė T. Kobeckaitė H., Miškinienė G. (red.), Vilnius: Vilniaus Universiteto Leidykla, 2008, s. 169–178.
- Karaimi i Wrocław. W: Oblicza Wrocławia. Historia, kultura, rozwój. Woźniakowski T. (red.), Wrocław: Via Nowa 2009, s. 141–143.
- Karaj jołłary = karaimskie drogi. Karaimi w dawnej fotografii. (opr. wspólnie z Sulimowicz A.), [Wrocław]: Bitik, 2010.
- Wrocławskie epizody karaimskie. w: Wybitni wrocławianie. T.3. Osobowości w historii miasta. Irena Lipman, Joanna Nowosielska- Sobiel, Grzegorz Strauhold (red.). Wrocław, 2010:DWN, s. 154–168.
- Karaimskie życie społeczne w Polsce po roku 1945. [W] „Karaimi”, pod red. Beaty Machul-Telus, Warszawa, 2012: Wydawnictwo Sejmowe, 2012, 180–205.